# Цоллер, Симон
Симон Цоллер (нем. Simon Zoller; род. 26 июня 1991, Фридрихсхафен) — немецкий бывший футболист, нападающий.

## Клубная карьера
На юношеском уровне Симон Цоллер начал свою карьеру в местном клубе родного города «Фридрихсхафен». Затем играл в молодёжных составах «Штутгарта», «Ульм 1846». На взрослом уровне дебютировал за «Карлсруэ» в матче второго дивизиона 8 ноября 2010 года, команда играла против «Оснабрюка».
В сезоне 2012/13 Цоллер сам перешёл в «Оснабрюк», который на тот момент выступал в Третьей лиге Германии по футболу. С клубом Цоллер заключил двухлетний контракт. Но уже через год оказался в «Кайзерслаутерне». А затем в сезоне 2014/15 Симон Цоллер стал футболистом «Кёльна», за который выступал на протяжении четырёх сезонов. Свой первый матч в Бундеслиге он сыграл против «Штутгарта», за который играл ещё в самом начале своей юношеской карьеры. Свой первый гол в Бундеслиге Цоллер забил в ворота «Боруссии» Дортмунд.
29 января 2015 года Симон Цоллер был отдан в аренду в «Кайзерслаутерн» до конца года. Во время зимнего перерыва сезона 2018/19 он заключил контракт с «Бохумом», до лета 2022 года.

## Личная жизнь
Симон Цоллер женат на немецкой телеведущей Лоре Вонторра.